# Brigade de recherche et d'intervention (France)
Pour les articles homonymes, voir Brigade antigang et BRI.
Ne doit pas être confondu avec Brigade anticommando, Brigade rapide d'intervention, Brigade d'intervention ou Brigade de recherche et d'intervention (Algérie).
Une brigade de recherche et d'intervention (BRI), est une unité d'enquête et d'intervention de la Police judiciaire française.
La plus ancienne des BRI est celle de la préfecture de police de Paris ou BRI-PP qui a été créée en 1964 à l'initiative – et sous le commandement – du commissaire François Le Mouël. À cette époque, le nombre d'attaques à main armée atteint des niveaux records (plus de cinq cents en une seule année à Paris) et cette unité innove en adoptant de nouvelles tactiques basées principalement sur l'anticipation. La connaissance préalable ou l'identification de nouveaux suspects, suivies par la recherche d'information à leur sujet et par leur surveillance prolongée permettent de les interpeller non pas en flagrant délit, à cause du risque de fusillade mais plutôt après la commission de leur crime, ou même avant, en s'appuyant sur l’article 121-4 du Code pénal qui précise que la tentative de crime est punissable. Le succès de cette approche conduira à la création d'unités similaires en province, puis à l'étranger.
Les BRI, à l'exception de la BRI-PP qui appartient à la direction régionale de la police judiciaire de Paris (DRPJ), dépendent de l'Office central de lutte contre le crime organisé (OCLCO, ex-OCRB) et sont mises à disposition des directions régionales ou interrégionales de police judiciaire (DRPJ et DIPJ) et de leurs composantes (SRPJ, antennes PJ), ainsi que des autres services de police qui les sollicitent : sécurité publique, groupes d'intervention régionaux (GIR), polices d'états étrangers, etc.
Par ailleurs, en 1972, à la suite de la prise d'otages des Jeux olympiques de Munich, la BRI-PP reçoit la mission de former le noyau d'une force d'intervention spécialisée dans la résolution de crises ouvertes (prises d'otages, attaques terroristes). Cette force, activée sur décision du préfet de police, est appelée officiellement la brigade anticommando (BAC), mais les appellations de BRI en formation BAC, BRI-BAC ou BRI anticommando sont également utilisées. Commandée par le chef de la BRI, elle est renforcée par d'autres unités ou spécialistes de la PP : dépiégeurs d'assaut, médecins de la brigade de sapeurs-pompiers de Paris etc. La brigade anticommando fait également partie, avec le RAID et ses antennes, de la force d'intervention de la Police nationale lorsque cette dernière est activée.
Le schéma national d'intervention des forces de sécurité, adopté en avril 2016 en réponse aux attentats de 2015, confirme le statut de force d'intervention spécialisée de la BRI-PP aux côtés du RAID et du GIGN ainsi que la mission d'intervention intermédiaire confiée aux autres BRI (les BRI de province et la BRI nationale).
Les photos illustrant cet article ont été prises à l'occasion de deux présentations de la BRI-PP. Elles illustrent une interpellation et une intervention. La très grande majorité des missions des BRI – à Paris comme en province – sont des missions de police judiciaire effectuées par des fonctionnaires en civil.

## Présentation

### BRI-PP

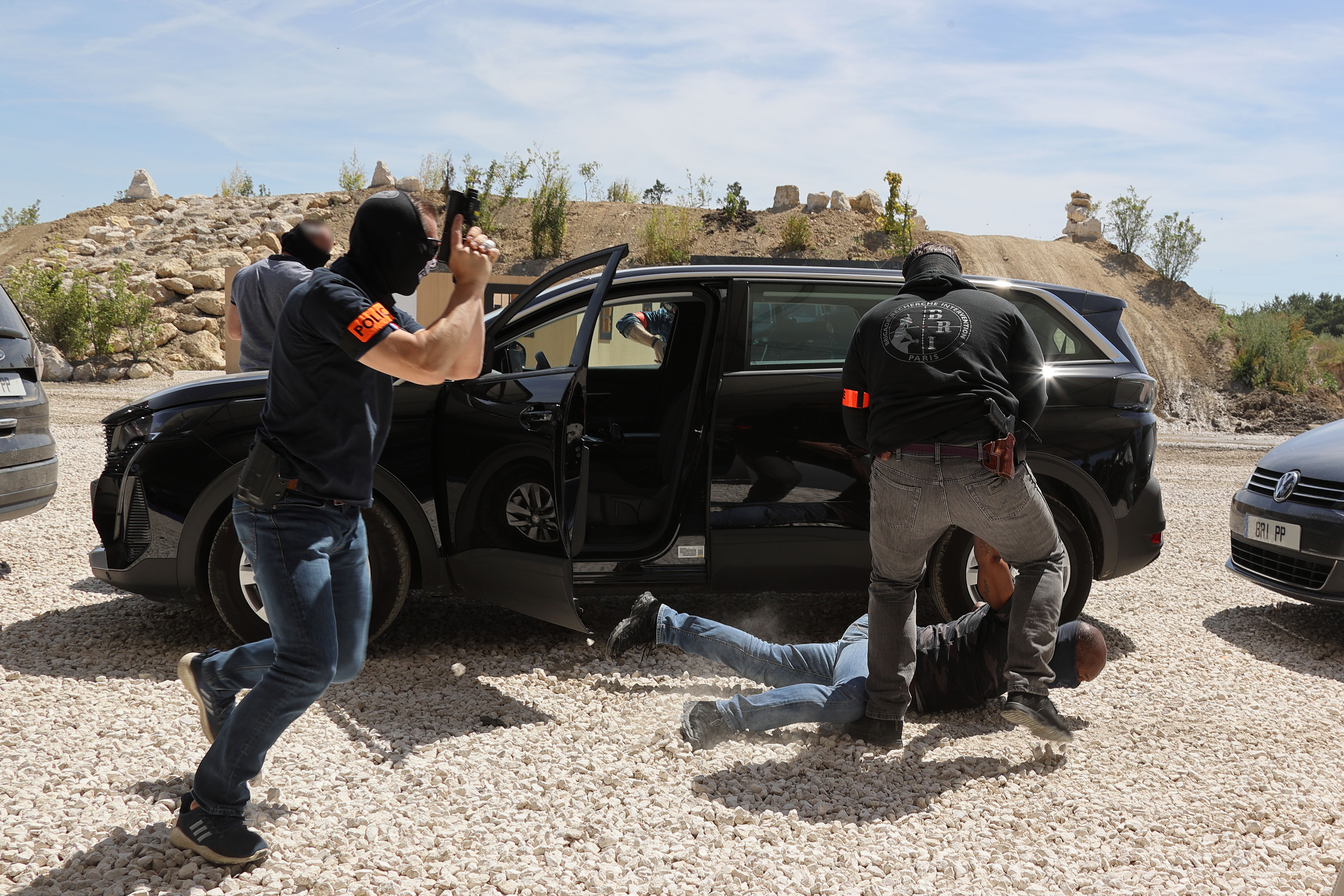
BRI-PP : Démonstration d'interpellation d'un suspect - 2022.

La BRI-PP (dite brigade Antigang) du « 36, quai des Orfèvres » est une brigade centrale de la direction régionale de la police judiciaire de la préfecture de police. À ce titre, elle est compétente à Paris et dans les départements limitrophes de la petite couronne (Hauts-de-Seine, Seine-Saint-Denis et Val-de-Marne). Elle est créée en 1964 par le commissaire François Le Mouël sous le nom de Section de recherche et d'intervention et prend son nom actuel en 1967. Son principe était - et est encore - de surveiller les bandes organisées de la grande criminalité afin de les interpeller soit lorsque suffisamment d'éléments à charges sont obtenus (sous le chef de tentative punissable aux termes de l'article 121-4 du Code pénal) soit quelque temps après le passage à l'acte et ce afin de pouvoir fournir un maximum de preuves et pas seulement le délit d'association de malfaiteurs. Ce travail demande un grand sang-froid et un esprit d'équipe très poussé. L'interpellation idéale se faisant soit avant la commission du crime soit après en profitant d'un relâchement des individus et à un endroit où tout risque de fusillade est écarté pour ne pas risquer d'occasionner des victimes innocentes.
En cas de crise, cette unité comptant cent-trente membres peut regrouper jusqu'à trois-cent-cinquante policiers en formation BRI-BAC (brigade anticommando), constituée avec l'appui d'autres unités de la préfecture de police et notamment de la Compagnie de sécurisation et d'intervention (CSI 75), de la brigade anti-criminalité de nuit (BAC 75N), ainsi que d'une équipe cynophile de la direction de sécurité de proximité de l'agglomération parisienne (DSPAP). La brigade anticommando formée autour de la BRI-PP devient une des composantes de la force d'intervention de la Police nationale (FIPN) avec le RAID et ses antennes si cette dernière formation est activée.
Le chef de la BRI-PP assume la direction de la brigade anticommando lorsque cette dernière est activée. À noter que l'intervention n'est que l'une des missions de la BRI-PP, qui est une unité permanente de police judiciaire, alors qu'elle est la mission principale de la brigade anticommando (dont elle est la composante principale).
Le 19 avril 2016, le ministre de l'Intérieur Bernard Cazeneuve annonce, lors de la présentation du schéma national d'intervention des forces de sécurité en réponse aux attentats de 2015, un renforcement conséquent de la BRI-PP par doublement de son effectif.

### Autres BRI
Elles dépendent de la direction centrale de la Police judiciaire et ont toutes la même structure et organisation (environ deux douzaines de personnels à Strasbourg, par exemple).
Par opposition à la BRI-PP, il y a une tendance à les appeler les BRI de la DCPJ (ou BRI-PJ), bien que la BRI-PP soit aussi formellement une unité de police judiciaire.
Les premières BRI furent créées à Lyon en 1977 puis à Nice en 1978 et à Marseille en 1986. Ce sont les trois BRI dites traditionnelles.
Les BREC (brigades régionales d'enquêtes et de coordination) s'apparentaient aux BRI mais ont disparu au 1er janvier 2008 pour devenir des BRI (avec l'avantage d'une compétence nationale, et non plus régionale ou interrégionale).

## Missions
À l'exception de la BRI-PP, les BRI, en tant qu'émanation de l'OCLCO, disposent, pour exercer leurs missions, d'une compétence géographique nationale.

### Missions communes à toutes les BRI
Les BRI interviennent pour interpeller les groupes de malfaiteurs se livrant à des actes de banditisme graves comme les vols à main armée, les séquestrations, les prises d'otages. Disposant de matériels sophistiqués d'observation et d'écoute, elles sont aussi chargées de rechercher et d'archiver tous les renseignements relatifs au banditisme. Pour ce faire, elles mettent en place des surveillances et filatures discrètes qui durent parfois plusieurs jours, voire plusieurs mois.
Elles assistent aussi les autres services de police (y compris ceux de la sécurité publique, comme les brigades de sûreté urbaine ou sûretés départementales) dans les surveillances, les interpellations et les interventions à risques.
Depuis la vague d'attentats de 2015 en France, et conformément au schéma national d'intervention, toutes les BRI ont acquis une compétence en matière d'intervention intermédiaire contre-terroriste. Ainsi, la BRI de Rouen est intervenue lors de l'attentat de l'église de Saint-Étienne-du-Rouvray en juillet 2016 et a abattu les terroristes. La BRI de Rouen est encore intervenue aux côtés de la BRI de Lille en août 2017 lors de la traque du terroriste de l'attentat contre des militaires à Levallois-Perret, qui a vu son interpellation musclée sur l'autoroute A11.

### Missions spécifiques de la BRI-PP

Positionnement des unités d'intervention spécialisée - dont la BRI-PP fait partie.

Conformément à une répartition nationale des zones de compétence des unités d'interventions de la police nationale régissant l'action des groupes d'intervention de la police nationale (GIPN), de l'unité de recherche, assistance, intervention et dissuasion (RAID) et de la BRI de Paris, cette dernière peut intervenir en formation BRI-BAC (brigade anticommando) sur les vingt arrondissements de Paris intra-muros. Le RAID intervient quant à lui dans les vingt-et-un départements les plus rapprochés de Paris, tout en étant compétent sur l'ensemble du territoire dans les situations les plus graves. Cependant, la procédure d’urgence absolue (PUA) adoptée en avril 2016 autorise — en cas de crise majeure ou de crises multiples — l'intervention de toute unité en mesure de le faire en tout point du territoire (donc en s'affranchissant du critère de compétence géographique qui s'impose habituellement).

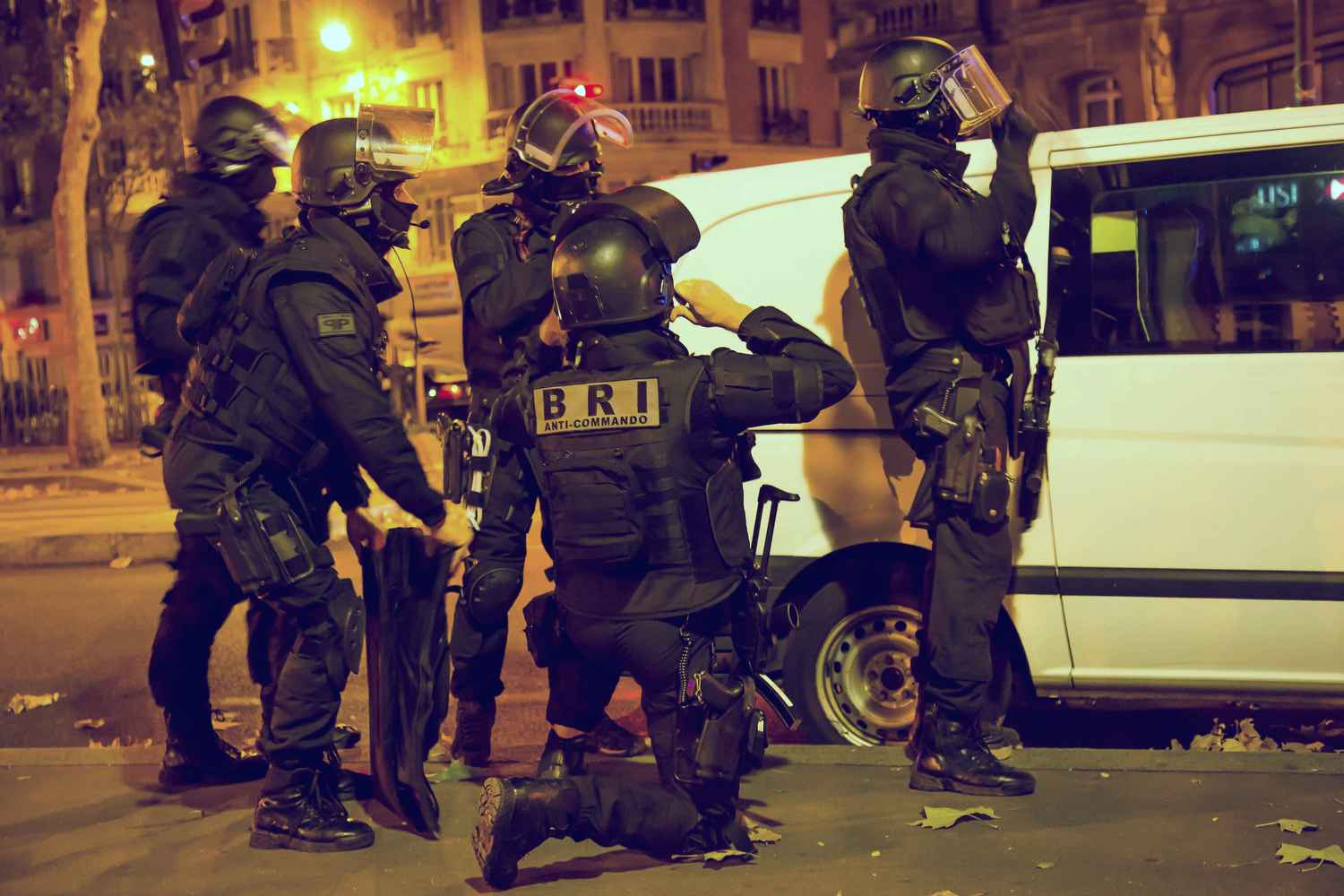
Intervention nocturne de la Brigade anticommando, Porte-de-Versailles (2017).

Contrairement au RAID, qui a connu une évolution pour se concentrer sur les missions d'intervention, la BRI-PP a conservé sa double mission de police judiciaire et de force d'intervention et il a été décidé de la renforcer afin qu'elle puisse continuer à assurer ces deux missions simultanément. Par ailleurs, afin de conserver une capacité optimale d'intervention dans Paris, la BRI-PP, contrairement aux autres unités de la Police judiciaire parisienne, est restée basée au 36, quai des Orfèvres lors du déménagement des autres services vers le nouveau siège situé au 36, rue du Bastion, à partir de la mi-2017.
Cependant, en 2019, une réflexion est engagée au niveau de la préfecture de police de Paris pour envisager la fusion de toutes les forces d'intervention d'Île-de-France, celle de la BRI (donc hors son unité de police judiciaire) avec le RAID et le GIGN (désormais également sous l'autorité du ministre de l'Intérieur), ceci, sous prétexte d'efficacité et pour neutraliser l'hypothèse d'une guerre des polices.

## Organisation

### Moyens

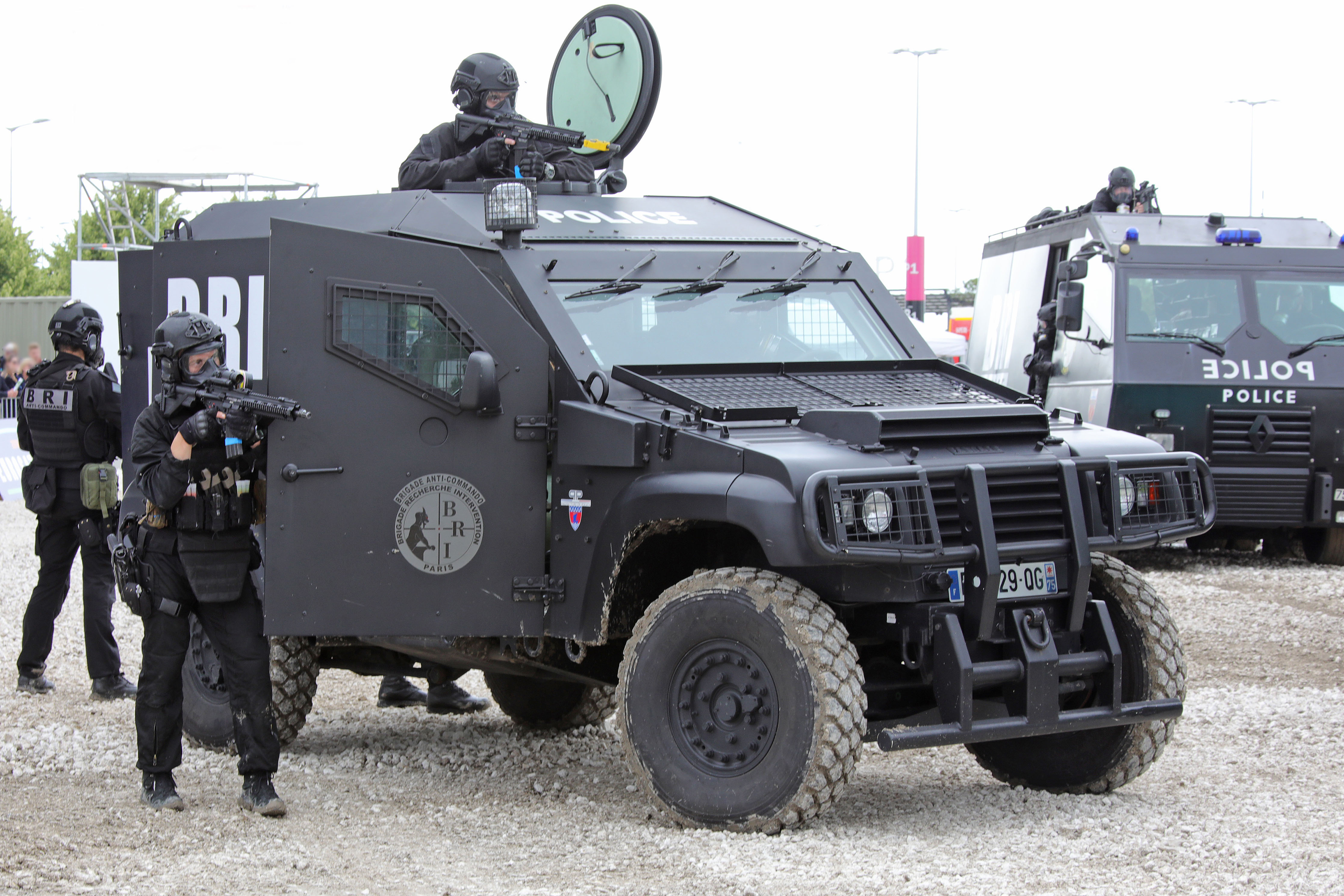
BRI-PP : Démonstration de libération d'otages - 2018.

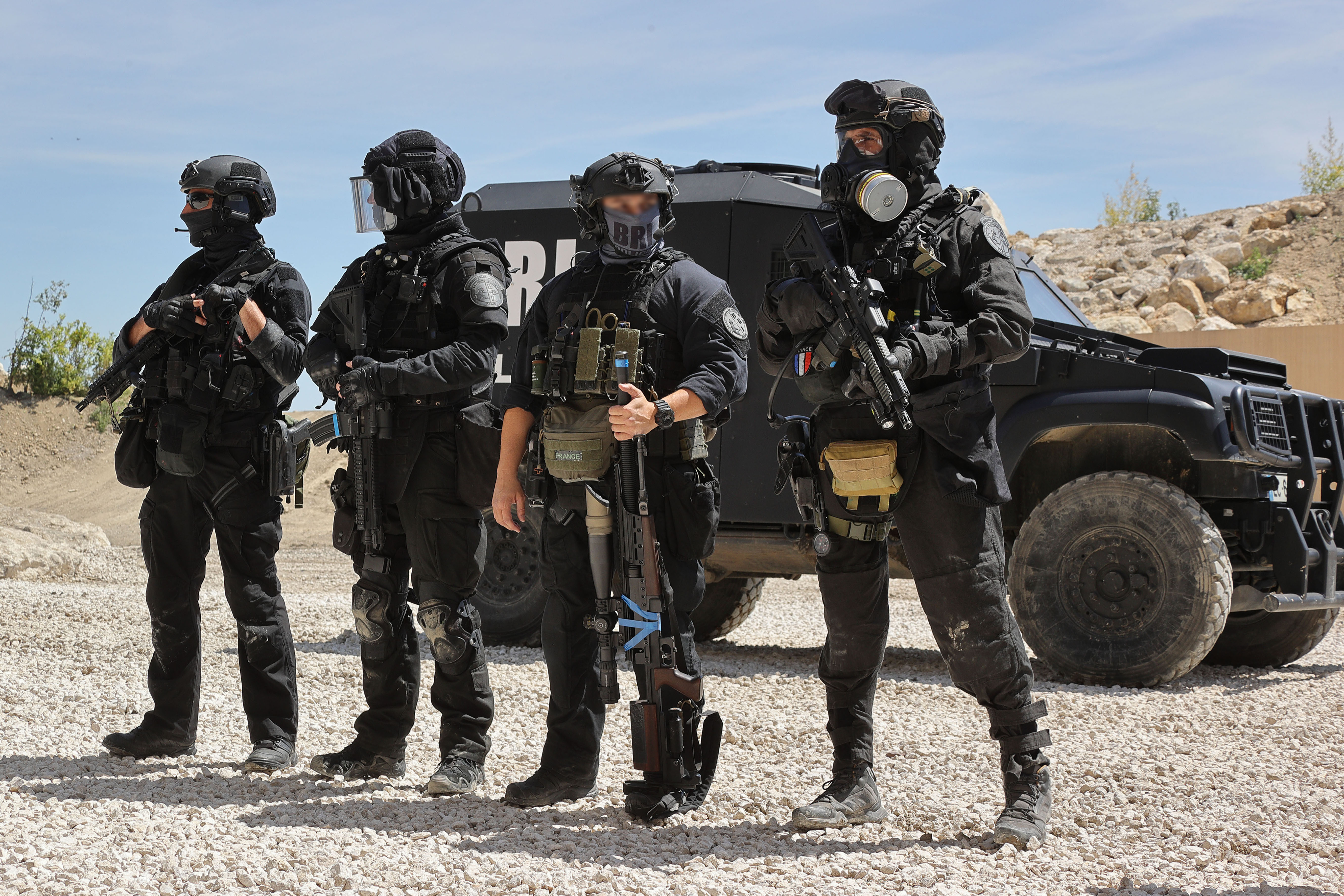
Policiers de la BRI-PP lors d'une démonstration - 2022.

Les BRI disposent de moyens matériels et humains en rapport avec les missions délicates qui leur sont dévolues : véhicules rapides, véhicules blindés, matériels de surveillance électronique, moyens d'enregistrement vidéo discret, tenues d'intervention et armements spécifiques. À la différence du RAID, les policiers des BRI travaillent principalement en civil et n'interviennent que rarement cagoulés ou en uniforme. Ils interviennent cagoulés principalement lors d'interpellations au domicile des malfaiteurs, afin de protéger leur anonymat.
À la suite du braquage de la bijouterie Cartier sur les Champs-Élysées en 2014, la BRI-PP a mis en place le concept de force d’intervention rapide ou FIR : en journée, un groupe reste équipé en permanence et peut être projeté immédiatement, en moto, en voiture ou en bateau avec la brigade fluviale ; la nuit et le week-end, une équipe emporte chez elle l’équipement lourd pour pouvoir partir de son domicile déjà équipée.
Les attentats terroristes de 2015, et notamment ceux de janvier et du 13 novembre mettent en lumière la nécessité de renforcer les unités d'intervention et d'adapter leur action à l'évolution de l'action terroriste vers les tueries de masse. Ces changements, entérinés par l'adoption du schéma national d'intervention des forces de sécurité, se traduisent notamment par :
- le renforcement de la BRI-PP dans son rôle d'unité d'intervention spécialisée (brigade anticommando) :
  - augmentation des effectifs qui sont portés de 50 à 100 hommes afin de pouvoir continuer à assurer les deux missions prioritaires (police judiciaire et intervention) dans le contexte de menace terroriste aggravée,
  - renforcement de la formation et des entraînements,
  - complément de la dotation en équipements de protection et en armes,
  - évolution de l'organisation de la force d'intervention rapide (FIR) et des équipes d'alerte, intégration de dépiégeurs d'assaut (artificiers du laboratoire central de la préfecture de police) ;
- l'équipement et l'entraînement des BRI nationale et de province pour le rôle d'intervention intermédiaire :
  - dotation en équipements et armements,
  - formation et entraînements.

#### Armement
Les fonctionnaires de la BRI ont à leur disposition une large gamme d'armement parmi lesquelles :
- arme de poing, pistolets (calibre: 9 × 19 mm Parabellum) : chaque membre dispose d'un Glock 17 et Glock 26. Ils ont également la possibilité de s'équiper du Glock 18 ou du Glock 19 ;
- pistolets-mitrailleurs (calibre: 9 × 19 mm Parabellum) : Heckler & Koch MP5, Heckler & Koch MP5K ;
- fusils d'assaut (calibre : 5,56 x 45 mm OTAN) : Heckler & Koch 53, Heckler & Koch G36, SIG-551, HK G3, FN SCAR-L, Heckler & Koch HK416 ;
- fusils à pompe ou assimilés : Beretta M3P, Remington M870 Police, Benelli M3 Super 90, Benelli M4 Super 90, Franchi SPAS 12, Franchi SPAS 15, Valtro PM-5/PM-5-350, Molot Vepr-12, Kel-Tec KSG ;
- mitrailleuse légère : Rheinmetall MG3, FN Minimi ;
- fusils de précision : Heckler & Koch HK417, FN SCAR-H, Heckler & Koch PSG-1, PGM Ultima Ratio, PGM Hécate II, Blaser R93 Tactical (en) ;
- armes non-létales : Taser X26, LBD Brugger & Thomet 40x46, Flash Ball ;
- grenades : aveuglantes, offensives, éclairantes, fumigènes ;
- explosifs.

Moyens automobiles de la BRI-PP
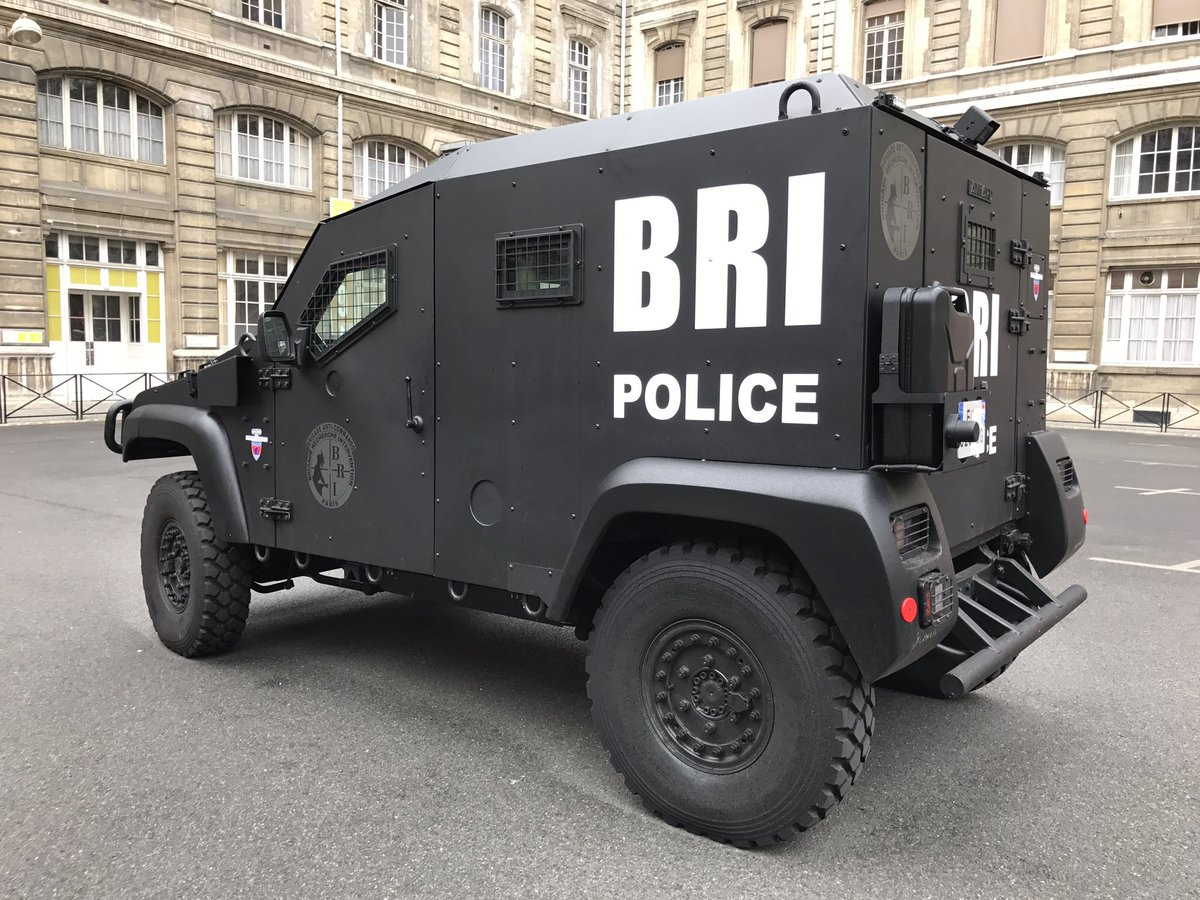
Véhicule blindé PVP/Dagger fabriqué par ARQUUS de la BRI-PP.
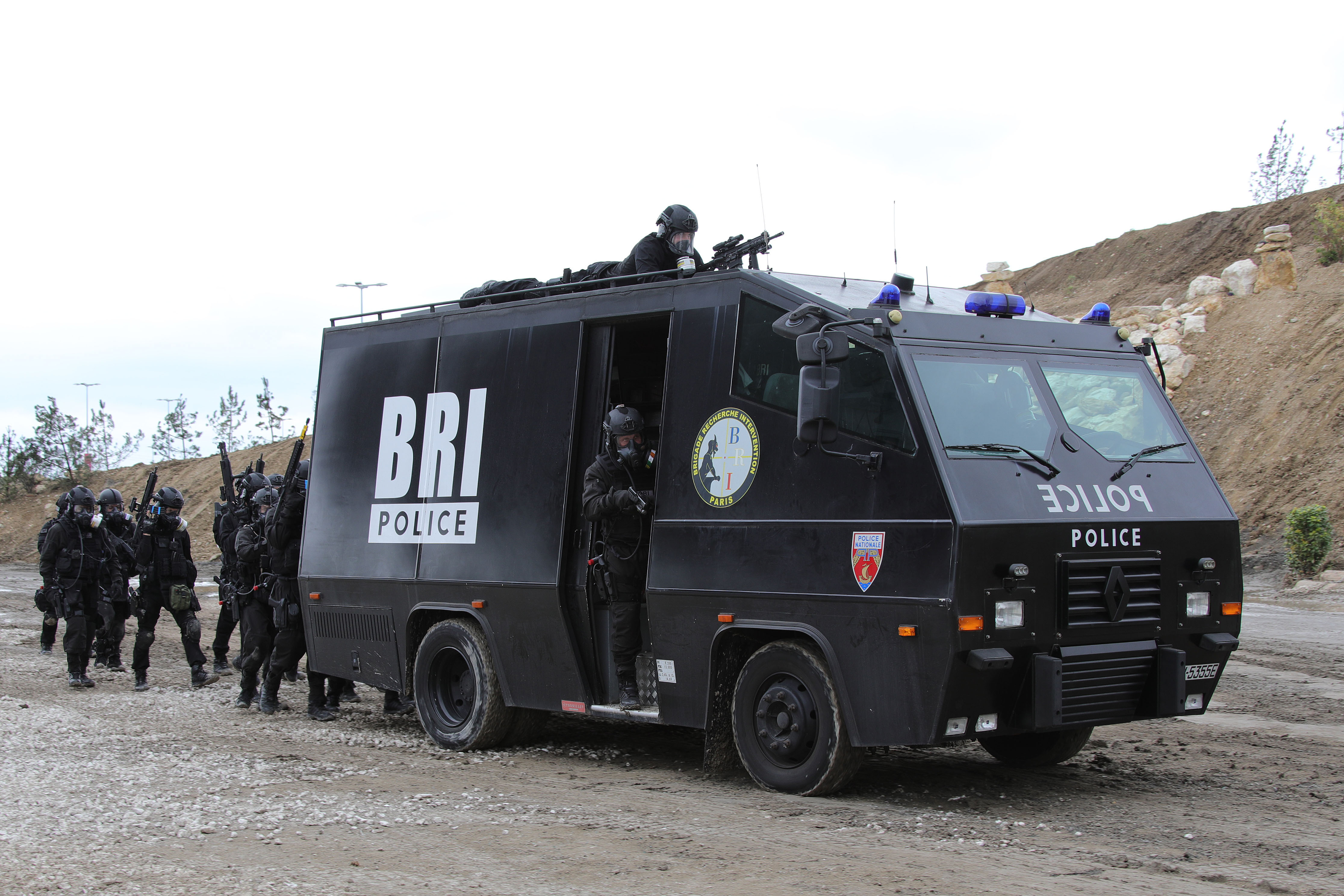
Véhicule blindé de la BRI-PP et équipe d'intervention lors d'une démonstration - juin 2018. Certaines BRI de province sont équipées de fourgons blindés de la Brink's ou de Securitas Mercedes Vario 814/815/816.
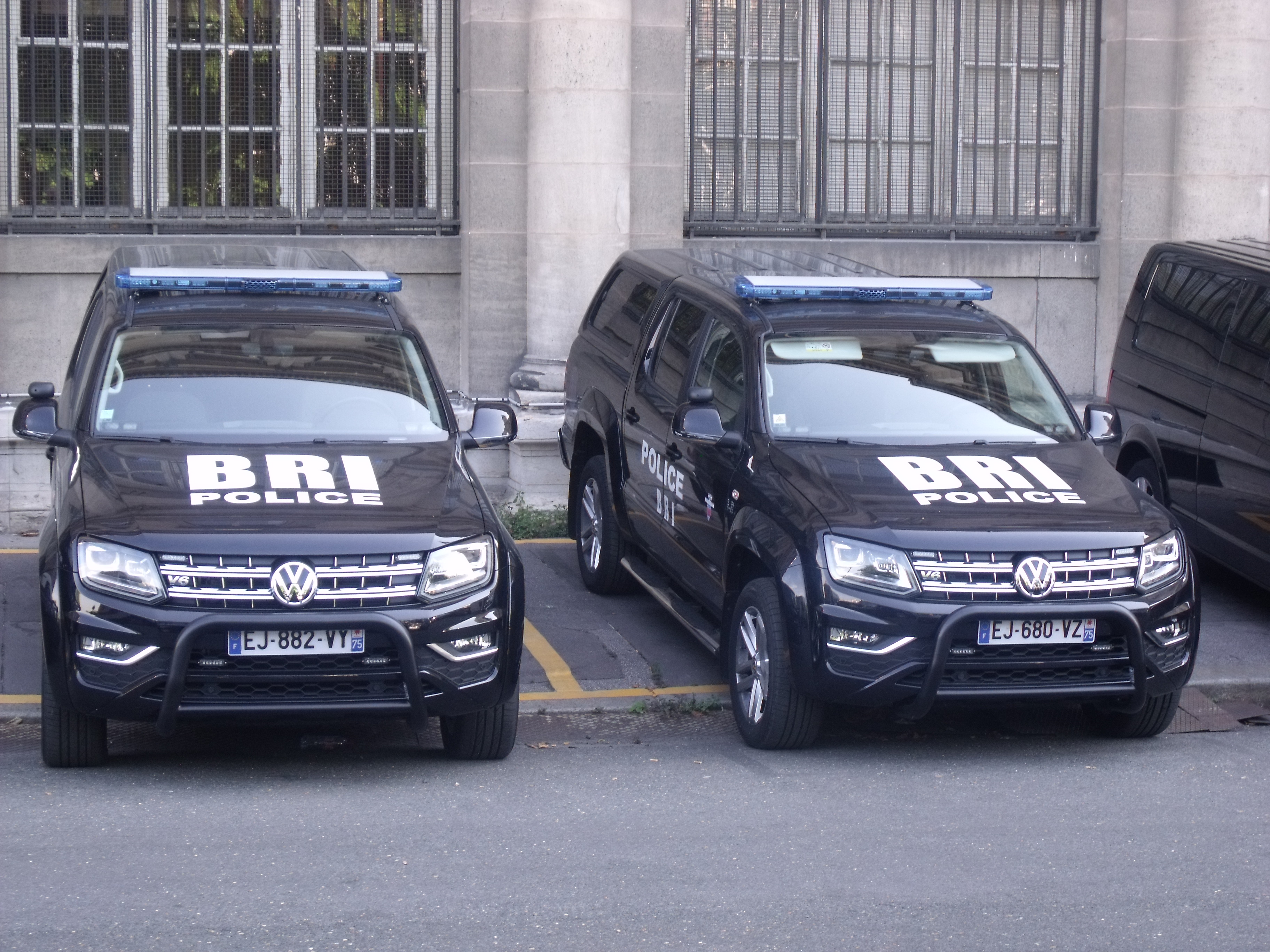
Véhicules Volkswagen Amarok de la BRI-PP.

### Implantation
1. BRI-PP Paris (DPJ PP)
2. BRI Lyon (DTPJ Lyon)
3. BRI Marseille (DTPJ Marseille)
4. BRI Montpellier (DTPJ Montpellier)
5. BRI Nice (DTPJ Marseille – SPJ Nice)
6. BRI Nantes (DTPJ Nantes)
7. BRI Rouen (ex-BREC) (DTPJ Rouen)
8. BRI Lille (ex-BREC) (DTPJ Lille), qui dispose d'une antenne BRI à Creil (DTPJ Lille - SPJ Creil).
9. BRI Versailles (ex-BREC) (DRPJ Versailles)
10. BRI Strasbourg (ex-BREC) (DTPJ Strasbourg), qui dispose d'une antenne BRI à Metz (DTPJ Nancy - SPJ Metz).
11. BRI Bordeaux-Bayonne (ex GES) (DTPJ Bordeaux).
12. BRI Toulouse (ex-BREC) (DTPJ Toulouse)
13. BRI Ajaccio (ex-BREC) (DTPJ Ajaccio), qui dispose d'une antenne BRI à Bastia.
14. BRI Orléans (ex-GRI) (DTPJ Orléans),qui dispose d'une antenne BRI à Dreux (DTPJ Orléans - SPJ Dreux).
15. BRI Dijon (DTPJ Dijon)
16. BRI Nationale (dénommée ''BRI criminelle nationale'' -BRI-CN- jusqu'en 2016), communément appelée BRI-N, basée à Nanterre, plus particulièrement chargée d'assister les services centraux de la direction centrale de la police judiciaire (DCPJ).
17. BRIF-N, créée en 2001 (dénommée brigade de recherche et d'investigations financières nationale jusqu'en 2015, puis brigade de recherche et d'intervention financière nationale depuis lors). Elle a pour mission le soutien des offices de la Sous-Direction de la Lutte contre la Criminalité Financière ( SDLCF ) en matière d'infractions financières. La BRIF-N, tout en gardant sa compétence nationale, rejoint la communauté des Brigades de recherche et d'intervention à compter du 24 décembre 2015. Cette dernière est placée pour emploi auprès du chef de l'Office Central pour la Répression de la Grande Délinquance Financière ( OCRGDF ) et, pour emploi opérationnel, sous les instructions du chef de la BRI-N.
18. BRI-SDAT, placée pour emploi auprès du sous-directeur antiterroriste ( SDAT )

Ce qui ferait un total de 18 BRI ( Dont les BRI-PP, BRI-N, BRIF-N et BRI-SDAT ) et de 4 Antennes BRI.

## Recrutement

### Ensemble des BRI
Les tests de sélection pour les BRI ont lieu généralement une fois par an et sont ouverts aux fonctionnaires de la police nationale, appartenant soit au corps des gradés et gardiens de la paix, soit au corps des officiers de police.
Après une sélection sur dossier et une consultation médicale d'aptitude, les fonctionnaires font d'abord l'objet d'une présélection au cours de laquelle ils sont évalués sur leurs capacités physiques et leur aptitude au tir opérationnel. Les candidats reçus à l'issue des présélections sont ensuite évalués au cours d'une batterie de tests professionnels articulés autour de plusieurs ateliers (exercice de filature et surveillance, tir de discernement, progression en milieu hostile,interpellation d'individus dangereux, etc.).
Au cours de cette période de sélection, les candidats sont également soumis à des tests psychologiques et des entretiens avec les psychologues de l'administration. À l'issue de ces différentes évaluations, le candidat est déclaré apte ou inapte à l'emploi au sein des brigades de recherche et d'intervention. S'il est déclaré apte, le candidat habilité intègre alors un vivier national pour une période de deux ans renouvelable 1 fois en validant une visite médicale intermédiaire.

### BRI-PP
La BRI-PP, de par sa double compétence en intervention et en Police Judiciaire, recrute ses personnels avec un processus de sélection différent, alliant épreuves physiques et de discernement (sur une semaine), complété par un stage d'immersion de trois semaines au sein des groupes opérationnels.

## Historique

### Interventions notoires
Depuis leur création, les BRI se sont illustrées dans la lutte contre le grand banditisme, dans la libération d'otages ou dans l'intervention à l'occasion d'attentats.

#### Lutte contre le grand banditisme
- Libération en août 1977 du banquier parisien Bernard Mallet par la BRI-PP, enlevé dans le bois de Boulogne et détenu dans la soute à charbon d'un pavillon du Plessis-Robinson[8].
- Neutralisation du malfaiteur Jacques Mesrine dans sa voiture par la BRI-PP le 2 novembre 1979, porte de Clignancourt dans le 18e arrondissement de Parise. Le malfaiteur est abattu, sa compagne est blessée[16].
- Intervention le 14 janvier 1986 alors que des malfaiteurs grimés et armés appartenant au « gang des postiches » attaquent une agence du Crédit Lyonnais, rue du Docteur-Blanche à Paris 16e. Au cours de l'intervention conjointe de la BRI et de la BRB, une fusillade éclate entre policiers et malfaiteurs. L’inspecteur de police de la BRI, Jean Vrindts, est tué. Un malfaiteur est abattu, un autre interpellé[16].
- Interpellation le 23 juin 2000 de quatre malfaiteurs après l'attaque d'un fourgon blindé. Les malfaiteurs ouvrent le feu et les policiers ripostent. Un des malfaiteurs est abattu et deux autres blessés[16].
- Interpellation le 25 novembre 2014 à Paris de deux braqueurs dans un magasin du 15e arrondissement de Paris à la suite d'une prise d'otage commise après l'attaque d'une bijouterie sur les Champs-Élysées[16].
- Interpellation le 27 novembre 2014 de l’un des derniers parrains du milieu corse, Jean-Luc Germani, entre Puteaux et Paris[16].
- Interpellation le 3 octobre 2018 du braqueur multirécidiviste Rédoine Faïd à Creil, 3 mois après s'être évadé de la prison de Rėau (Seine-et-Marne) par hélicoptère[17].

#### Contre-terrorisme
- Interpellation par la BRI-PP en décembre 2004 de quatre individus suspectés d'avoir dynamité le centre France Télécom et EDF de Melun. Des armes de guerre, des explosifs et plusieurs véhicules volés sont découverts à cette occasion[8].
- Traque et assauts à la suite des attentats terroristes de janvier 2015 à Paris et en Île-de-France. Le lendemain de l'attaque qui a visé le journal satirique Charlie Hebdo, qui a fait douze morts, la BRI-PP a été déployée, le matin, à Montrouge, après la fusillade d'Amedy Coulibaly, qui a tué une policière municipale. Quelques heures plus tard, la traque des terroristes s'intensifie dans l'Aisne, où une opération commune avec le RAID et la BRI-PP, qui appartiennent à la Force d'intervention de la Police nationale, ainsi qu'avec le Groupe d'intervention de la Gendarmerie nationale (GIGN), a lieu. Le vendredi 9 janvier, ce dernier se positionne auprès d'une imprimerie de Dammartin-en-Goële, où les frères Kouachi, terroristes qui ont mené l'attaque contre Charlie Hebdo sont retranchés. À treize heures, une prise d'otages intervient à Paris, avenue de la Porte-de-Vincennes, dans un magasin de l'enseigne Hyper Cacher. La BRI-PP est la première unité d'intervention à arriver sur place suivie du RAID. Aux alentours de dix-sept heures, un assaut quasi simultané a lieu à Dammartin et à Paris, ce qui en constitue la première opération contre-terroriste simultanée menée sur le territoire national. À l'issue de ces assauts, les terroristes sont tous tués et la plupart des otages libérés. Néanmoins, trois otages ont été abattus dès l'entrée du terroriste Amedy Coulibaly dans l'épicerie et un autre tentant de s'emparer d'une des armes du terroriste a été tué d'une balle dans la tête. Trois hommes du RAID et un de la BRI-PP sont blessés[18]. Cette opération ultra-médiatisée est une réussite pour ces unités. En reconnaissance des opérations du mois de janvier 2015, la BRI défile le 14 juillet 2015, à l'occasion de la fête nationale aux côtés du RAID et du GIGN.

- Intervention de la BRI-PP renforcée par le RAID lors des attentats du 13 novembre 2015 en France et notamment lors de l'assaut du Bataclan[19],[20].

- Intervention de la BRI-PP en support du RAID lors de l'opération policière du 18 novembre 2015 à Saint-Denis[21].

- Intervention de la BRI de Rouen lors de l'attentat de l'église-de-Saint-Étienne-du-Rouvray qui a conduit à la mort du Père Jacques Hamel. Les terroristes tentent une sortie et sont abattus par les opérateurs de la BRI[22].

- Interpellation par des effectifs des BRI de Lille et de Rouen de l'auteur présumé de l'attaque contre des militaires à Levallois-Perret sur l'autoroute A16 au niveau de la commune de Leulinghen-Bernes. L'intervention des policiers de la BRI a lieu dans l'après-midi qui suit l'attaque[23]. Un des fonctionnaires a été blessé[24] ainsi que l'assaillant mais leurs jours ne sont pas mis en danger.

### Patrons de la BRI-PP
- François Le Mouël (1964-1971) Section de recherche et d'intervention jusqu'en 1967 puis BRI
- Jean Sautereau (1971-1974)
- Marcel Leclerc (1974-1978)
- Robert Broussard (1978-1982)
- René-Georges Querry (1982-1983)
- Claude Cancès (1983-1987)
- Pierre Cavin (1987-1989)
- Jean-Marc Bloch (1989-1996)
- Yves Jobic (1996-2001)
- Jean-Jacques Herlem (2001-2003)
- Christian Flaesch (2003-2004), condamné en 2023 pour avoir transmis des informations confidentielles sur une enquête en cours[25]
- Pascal Carreau (2004-2008)
- Michel Faury (2008-2013)
- Christophe Molmy (2013-2021)
- Simon Riondet (2021-2024)
- Thierry Sabot (depuis 2025)

### Pertes humaines
Trois policiers de la BRI-PP ont perdu la vie en service commandé depuis la création de l'unité.
- Roland Linck - 3 décembre 1980
- Jean Vrindts - 14 janvier 1986
- Gérard Marlet - 17 juin 1986

## Dans la culture populaire

### Films
- Bernard Borderie, Brigade antigangs, 1966
- Olivier Marchal, 36 quai des Orfèvres, 2004
- Jean-François Richet, Mesrine, 2008
- Benjamin Rocher, Antigang, 2015
- Olivier Marchal, Bronx, 2020
- Olivier Marchal, Bastion 36, 2025

### Télévision
- Éric Toledano, Olivier Nakache, En thérapie, série télévisé, 2021
- Jérémie Guez, BRI, série télévisée, 2023